# Periphylla
Periphylla is een geslacht van neteldieren uit de familie van de Periphyllidae.

## Soort
- Periphylla periphylla (Péron & Lesueur, 1810)